# Charco Azul (San Andrés y Sauces)

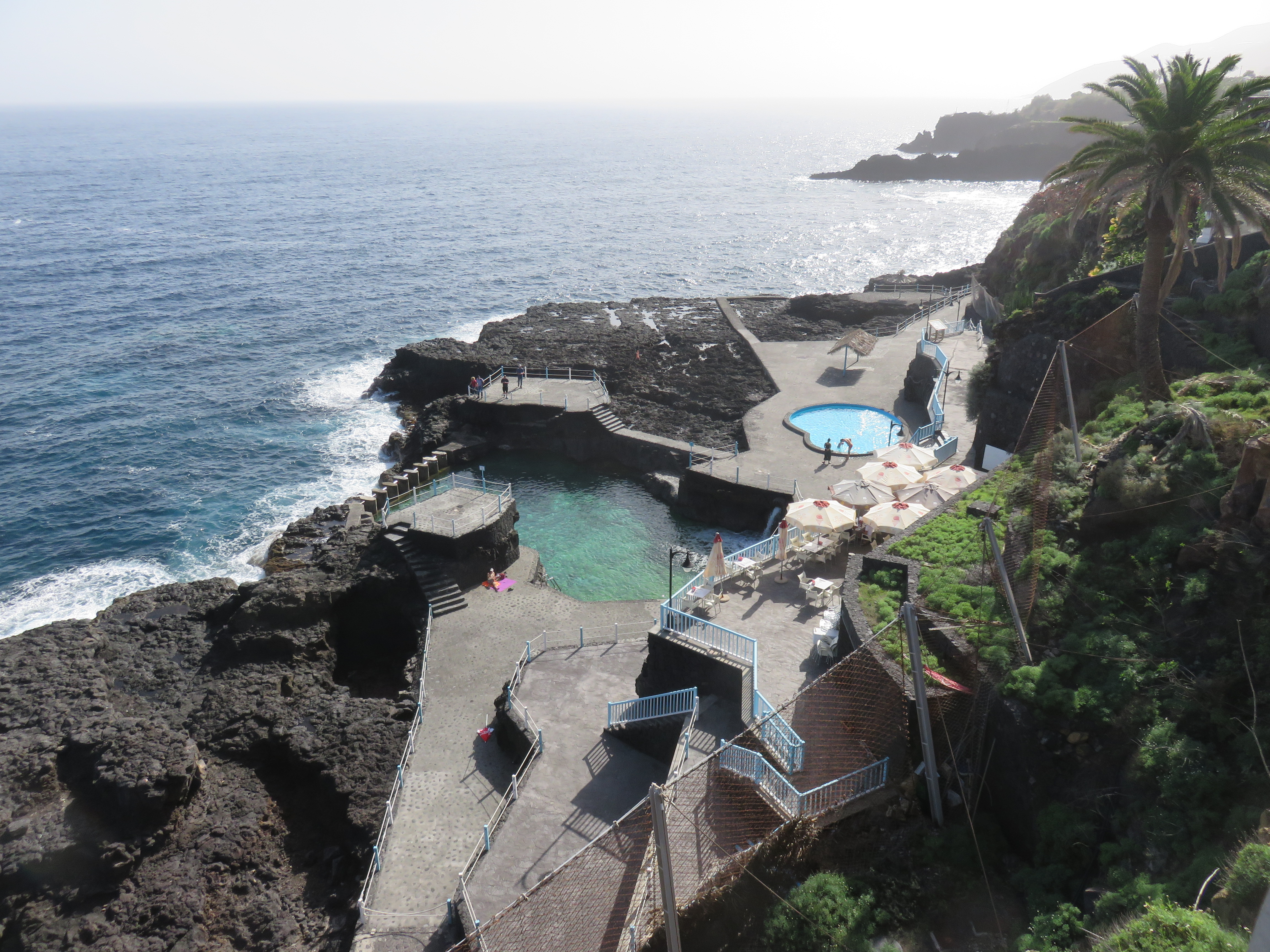
Charco Azul, im rechten Bildvordergrund der mit einem Stahlgitter gesicherte Hangabbruchbereich

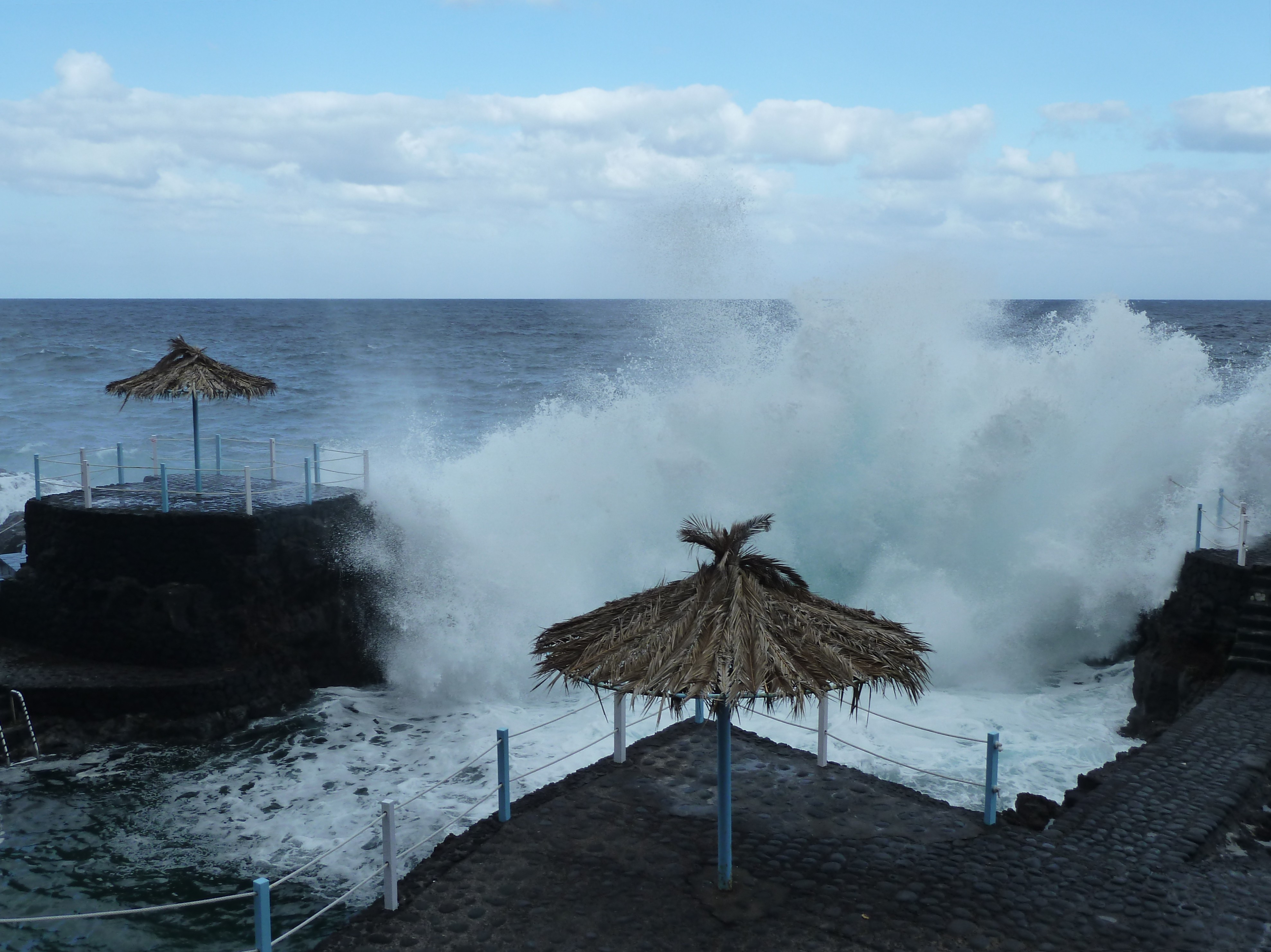
Charco Azul bei schwerer See

Charco Azul (Blauer Tümpel) ist eine Bucht mit einem Meeresschwimmbecken an der felsigen Nordostküste der Kanarischen Insel La Palma und befindet sich in der Gemeinde San Andrés y Sauces. Die Bucht liegt nördlich des Dorfes San Andrés und südlich des Fischerhafens Puerto Espíndola. In ihr gibt es drei kleine Tümpel, die durch Meereswasser gespeist sind und ein Bad erlauben: den namensgebenden Charco Azul, den Charco de los Guardias und den Charco de las Damas, die über Treppen und Wege erschlossen sind.

## Meeresschwimmbad
Das Schwimmbecken Charco Azul wird gegen die Brandung des Atlantiks durch eine Mauer geschützt, über die das Becken einen direkten Meerwasserzulauf hat. Das Wasser im Becken ist daher meist ruhig. Zusätzlich gibt es ein Kinderschwimmbecken, das über Pumpen mit Atlantikwasser versorgt wird. Schwere Stürme und Unwetter 2008 und 2009 hatten dazu geführt, dass das Meeresschwimmbecken schwer beschädigt wurde; es wurde in den folgenden Jahren wieder instand gesetzt. Unweit des abgemauerten Beckens kann auch in ursprünglich belassenen Naturbecken gebadet oder dort geangelt werden. Zur Anlage gehört neben Umkleidekabinen ein Restaurant mit Bar und Veranda. Oberhalb der Anlage sind Besucherparkplätze sowie eine Haltestelle der dreimal täglich verkehrenden Buslinie 104 (nicht am Wochenende) eingerichtet.

## Umgebung

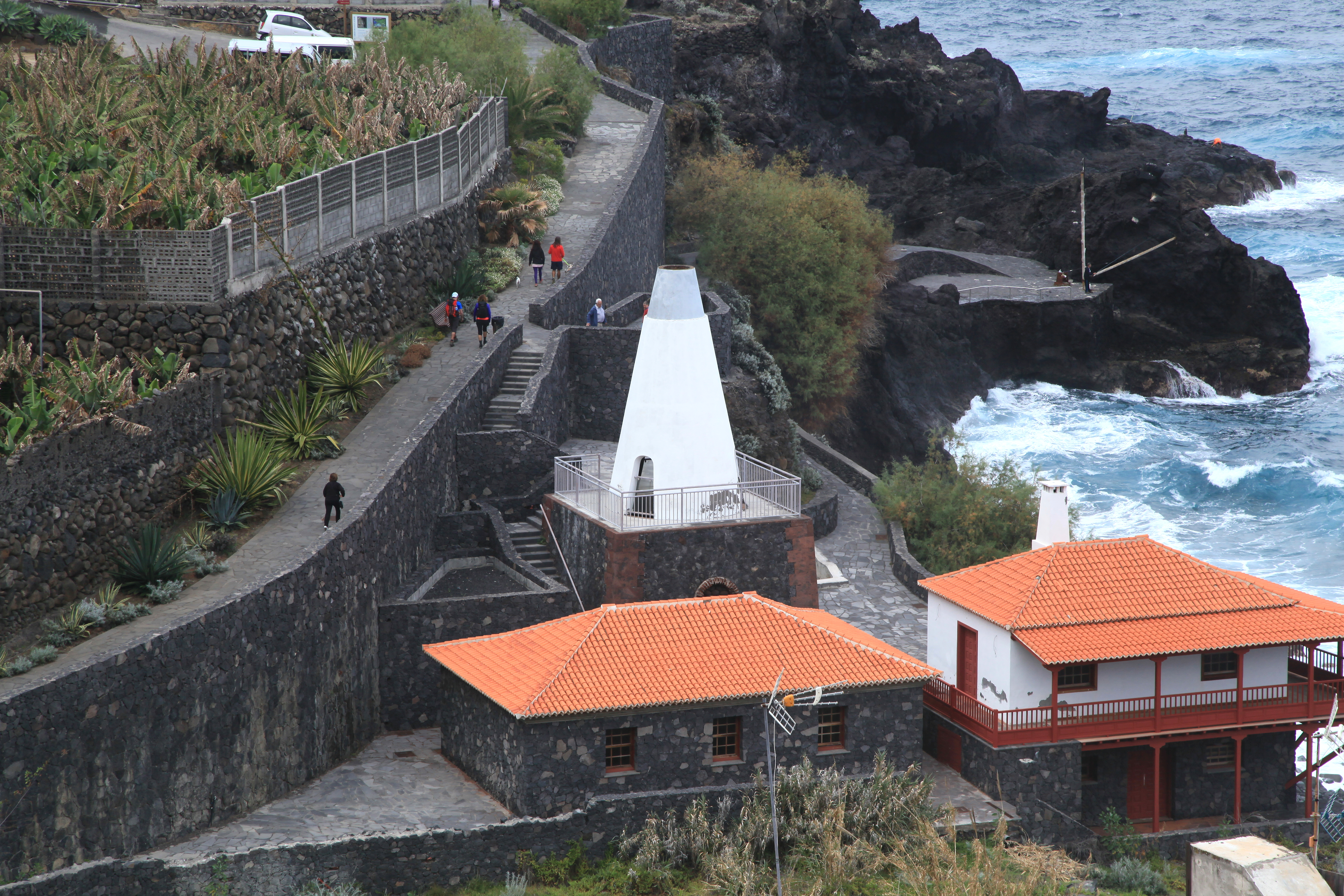
Paseo Marítimo Charco Azul (mit einem historischen Kalkofen)

Zwischen dem Charco Azul und San Andrés verläuft der Paseo Marítimo, eine gut ausgebaute Fußpromenade entlang des Meeres.
Oberhalb der Steilküste befinden sich entlang der Straße Camino El Melonar etwa zwanzig Häuser (Gehöfte, Wohnhäuser, Arbeitsstätten). Die Landschaft oberhalb der Felsküste ist überwiegend durch den in der Region vorherrschenden Bananen- und in geringerem Maße Zuckerrohranbau geprägt. Die etwas weiter nördlich an der Punta Espíndola gelegenen Brennerei hat sich vor allem auf aus (von La Palma stammenden) Zuckerrohrsaft hergestellten Rum und Rumliköre sowie Aguardiente spezialisiert. Im Gebäude der Brennerei und Zuckerrohrmühle befindet sich neben einem Werksverkauf das Museum zur Geschichte des Zuckerrohranbaus und des Rums: Centro de Interpretación de la Caña de Azúcar y el Ron.